# Ahwahnee, Kalifornija
Ahwahnee je naseljeno područje za statističke svrhe u američkoj saveznoj državi Kalifornija. Prema popisu stanovništva iz 2010. u njemu je živjelo 2,246 stanovnika.